# Ludvig barnet
Ludvig barnet, född i september eller oktober 893 i Altötting i Bayern, död 20 eller 24 september 911, var den siste karolingiske frankiske härskaren av östfrankiska riket. Son till kejsar Arnulf.
Under Ludvigs regeringstid blev hans rike praktiskt taget förstört av ungrare, och hans död innebar slutet på den frankiska eran i den tyska historien, och det vakuum som uppstod efter karolingerna fylldes av Henrik I av Sachsen och hans ätt, vilka i sin tur förebådade den ottonska dynastin.